# Prezidentské volby v Moldavsku 2024
Prezidentské volby se v Moldavsku konaly v neděli 20. října 2024 (1. kolo), a v neděli 3. listopadu (2. kolo). Prezidentka Maia Sanduová (nestranička za PAS) vyhrála 1. kolo se ziskem 42,45 % a postoupila do druhého kola s Alexandrem Stoianoglem (nestraník za PSRM), který získal 25,98 %. Ve 2. kole dokázala vyhrát se ziskem 55,35 %.
Spolu s 1. kolem se v Moldavsku konalo referendum o připojení k Evropské unii.

## Volební systém

### Datum
17. dubna 2024 předseda parlamentu Igor Grosu (PAS) oznámil spojení referenda o připojení k EU k prezidentským volbám na den 20. října 2024. Toto rozhodnutí bylo schváleno parlamentem 16. května 2024.

### Podmínky k kandidatuře
Ústava Moldavské republiky (článek 78, odstavec 2) definuje 4 podmínky k tomu kandidovat na prezidenta: mít moldavské občanství, mít minimálně 40 let, bydlet v Moldavsku aspoň 10 let a mít schopnost mluvit úředním jazykem (rumunštinou). Článek 80 Ústavy povoluje 2 volební období v řadě.
Kandidát může být nominován stranou nebo volební koalicí, nebo kandidovat jako nezávislý. Musí sesbírat minimálně 15 000 podpisů v jejich podpoře z nejméně poloviny moldavských celcích 2. stupně, ve kterým musí získat nejméně 600 podpisů. Výsledky mohou být platné, když bude účast vyšší jak 33 %. Kandidát, který dostane v 1. kolo většinu hlasů, vyhrává volby. Pokud nikdo, 2 kandidáti s nejvíce hlasy postupují do 2. kola, které se koná 2 týdny po 1. kole. Kdo dostane větší počet hlasů, vyhraje.

## Bezpečnostní obavy
Moldavské autority obvinily Ruskem vyškolené skupiny spiklenců za pokusy o destabilizaci voleb. V září 2024 byly těmto skupinám připisovány vandalské útoky na kanceláře Nejvyššího soudu Moldavské republiky a na veřejnoprávní vysílání Teleradio-Moldova. V říjnu 2024 úřady po raziích na 26 místech po celé zemi oznámily odhalení spiknutí Ilana Șora, které zahrnovalo 15 milionů dolarů z Ruska, jež byly rozděleny přibližně 130 000 lidem s cílem podplatit voliče, aby se rozhodli protizápadně, a šířit dezinformace proti Evropské unii na sociálních sítích. Rusko obvinění popřelo.
Ani ne za měsíc obvinilo Moldavsko Rusko, že na velvyslanectví Moldavska v Moskvě připravilo spiknutí, jehož cílem bylo přivést voliče do volebních místností. V reakci na to EU uvalila sankce na pět osob a jeden subjekt zapojený do této vlivové operace, zatímco Spojené státy americké obvinily Rusko, že vynakládá „miliony dolarů“ na podporu jím preferovaných stran a šíří dezinformace online. Ministerstvo zahraničí Ruska zase obvinilo Moldavsko, že vytisklo pouze 10 000 hlasovacích lístků pro 500 000 oprávněných Moldavanů žijících v Rusku.

## Kandidáti
| Č. | Kandidát | Kandidát | Kandidát            | Datum narození             | Kampaň | Funkce | Nominující strana                            |
| -- | -------- | -------- | ------------------- | -------------------------- | ------ | --- | -------------------------------------------- |
| 1  |          |          | Alexandr Stoianoglo | 3. června 1967 (58 let)    |        | Generální prokurátor Moldavska (2019–2021) Místopředseda parlamentu (2009–2010)                                                           | Strana socialistů Moldavské republiky        |
| 2  |          |          | Maia Sanduová       | 24. května 1972 (53 let)   |        | Prezidentka Moldavska (od 2020) Předsedkyně vlády Moldavska (2019) Ministryně školství (2012–2015)                                        | Strana akce a solidarity                     |
| 3  |          |          | Renato Usatîi       | 4. listopadu 1978 (46 let) |        | Starosta Bălți (2015–2018, 2019–2021) | Naše strana                                  |
| 4  |          |          | Vasile Tarlev       | 9. října 1963 (61 let)     |        | Předseda vlády Moldavska (2001–2008) | Strana budoucnosti Moldavska podpora od PCRM |
| 5  |          |          | Irina Vlahová       | 26. února 1974 (51 let)    |        | Guvernérka Gagauzska (2015–2023) | nezávislá                                    |
| 6  |          |          | Ion Chicu           | 28. února 1972 (53 let)    |        | Předseda vlády Moldavska (2019–2020) Ministr financí (2018–2019)                                                                          | Strana rozvoje a konsolidace Moldavska       |
| 7  |          |          | Andrei Năstase      | 6. srpna 1975 (50 let)     |        | Místopředseda vlády, ministr vnitra (2019)                                                                                                | nezávislý                                    |
| 8  |          |          | Octavian Țîcu       | 21. srpna 1972 (52 let)    |        | Poslanec parlamentu Moldavska (2019–2021) Ministr mládeže a sportu (2013)                                                                 | Blok Spolu                                   |
| 9  |          |          | Victoria Furtunăová | 24. února 1981 (44 let)    |        | Prokurátorka | nezávislá                                    |
| 10 |          |          | Tudor Ulianovschi   | 25. května 1983 (42 let)   |        | Ministr zahraničních věcí a evropské integrace (2018–2019) Velvyslanec ve Švýcarsku a Lichtenštejnsku; stálý zástupce při OSN (2016–2018) | nezávislý                                    |
| 11 |          |          | Natalia Morariová   | 12. ledna 1984 (41 let)    |        | Novinářka | nezávislá                                    |

### Kandidáti, kteří odstoupili z kandidatury
- Alexandru Arseni (nestraník), poslanec parlamentu Moldavské republiky (1990–1994)

### Kandidáti, kterým CEC odmítla registraci
- Valeriu Pleșca (PSDE), ministr obrany (2004–2007)
- Vasile Bolea (Vítězství), poslanec parlamentu Moldavské republiky (od 2014)
- Igor Munteanu (Koalice pro jednotu a blaho), velvyslanec Moldavska v USA, Kanadě a Mexiku (2010–2015)

### Odmítli kandidaturu
O kandidaturách těchhle osobách se spekulovalo, avšak kandidaturu odmítli:
- Ion Ceban, generální starosta Kišiněvské municipality (od 2019)[16]
- Igor Dodon, prezident Moldavské republiky (2016–2020)[17][18]
- Vlad Filat, předseda vlády Moldavské republiky (2009–2013)[19]
- Teodor Cârnaț, člen Nejvyšší rady soudců (2013–2017)

## Předvolební průzkumy

Předvolební průzkumy pro prezidentské volby v Moldavsku 2024

## Výsledky
| Kandidát                                                                         | Kandidát                  | Strana                                 | 1. kolo   | 1. kolo | 2. kolo   | 2. kolo |
| Kandidát                                                                         | Kandidát                  | Strana                                 | Hlasy     | %       | Hlasy     | %       |
| -------------------------------------------------------------------------------- | ------------------------- | -------------------------------------- | --------- | ------- | --------- | ------- |
|                                                                                  | Maia Sanduová             | Strana akce a solidarity               | 656 354   | 42,45   | 930 238   | 55,35   |
|                                                                                  | Alexandr Stoianoglo       | Strana socialistů Moldavské republiky  | 401 726   | 25,98   | 750 370   | 44,65   |
|                                                                                  | Renato Usatîi             | Naše strana                            | 213 168   | 13,79   | —         | —       |
|                                                                                  | Irina Vlahová             | nezávislá                              | 83 226    | 5,38    | —         | —       |
|                                                                                  | Victoria Furtunăová       | nezávislá                              | 68 779    | 4,45    | —         | —       |
|                                                                                  | Vasile Tarlev             | Strana budoucnosti Moldavska           | 49 317    | 3,19    | —         | —       |
|                                                                                  | Ion Chicu                 | Strana rozvoje a konsolidace Moldavska | 31 785    | 2,06    | —         | —       |
|                                                                                  | Octavian Țîcu             | Blok Spolu                             | 14 315    | 0,93    | —         | —       |
|                                                                                  | Andrei Năstase            | nezávislý                              | 9 952     | 0,64    | —         | —       |
|                                                                                  | Natalia Morariová         | nezávislá                              | 9 448     | 0,61    | —         | —       |
|                                                                                  | Tudor Ulianovschi         | nezávislý                              | 8 008     | 0,52    | —         | —       |
| Celkem                                                                           | Celkem                    | Celkem                                 | 1 546 078 | 100     | 1 680 608 | 100     |
|                                                                                  |                           |                                        |           |         |           |         |
| Platné hlasy                                                                     | Platné hlasy              | Platné hlasy                           | 1 546 078 | 98,94   | 1 680 608 | 98,86   |
| Neplatné hlasy                                                                   | Neplatné hlasy            | Neplatné hlasy                         | 16 627    | 1,06    | 19 337    | 1,14    |
| Celkem hlasů                                                                     | Celkem hlasů              | Celkem hlasů                           | 1 562 705 | 100     | 1 699 945 | 100     |
| Registrovaní voliči/Účast                                                        | Registrovaní voliči/Účast | Registrovaní voliči/Účast              | 3 023 810 | 51,68   | 3 128 349 | 54,34   |
| Zdroj: CEC (1. kolo), CEC Archivováno 17. 11. 2020 na Wayback Machine. (2. kolo) |                           |                                        |           |         |           |         |